# Ateshghan Yuseinov
Ateshghan Yuseinov (Ateshhan Husseinov) ist ein bulgarischer World-, Jazz- und Folkmusiker. Seine Instrumente sind neben der Gitarre die Tambura und die Saz.
Yuseinov wurde bekannt durch das Album Winds Of The Rhodopes, das er gemeinsam mit Elka Atanasova aufnahm. Es folgten Konzerte und Aufnahmen mit der Gruppe Zone C und mit Okay Temiz. Längere Zeit gehörte er dem Zig Zag Trio (mit Peter Ralchev und Stoyan Yankoulov) an, mit dem er das Album When the bees are gathering honey aufnahm.
Mit Ivo Papasov & His Wedding Band spielte Yuseinov das Album Fairground ein. Mit Kornél Horváth, Zoltán Lantos und Wladimir Wolkow bildete er beim Festival Strings On Fire das String Project. Beim Grazer Jazzfestival 2005 trat er mit Kálmán Balogh, Peter Ralchev und Csaba Novak auf.
| Personendaten    | Personendaten                              |
| ---------------- | ------------------------------------------ |
| NAME             | Yuseinov, Ateshghan                        |
| ALTERNATIVNAMEN  | Husseinov, Ateshhan                        |
| KURZBESCHREIBUNG | bulgarischer World-, Jazz- und Folkmusiker |
| GEBURTSDATUM     | 20. Jahrhundert                            |